# Vignot
Vignot ist eine französische Gemeinde mit 1.277 Einwohnern (Stand: 1. Januar 2022) im Département Meuse in der Region Grand Est (bis 2015 Lothringen). Sie gehört zum Kanton Commercy im Arrondissement Commercy. Die Einwohner werden Vignotins genannt.

## Geografie
Vignot liegt etwa 43 Kilometer westnordwestlich des Stadtzentrums von Nancy. Die Maas (frz. Meuse) begrenzt die Gemeinde im Westen und Südwesten. Umgeben wird Vignot von den Nachbargemeinden Boncourt-sur-Meuse im Nordwesten und Norden, Girauvoisin im Norden, Frémeréville-sous-les-Côtes im Nordosten, Geville im Osten, Euville im Südosten und Süden, Commercy im Süden und Südwesten sowie Lérouville im Westen.

## Bevölkerungsentwicklung
| Jahr                       | 1962 | 1968 | 1975 | 1982 | 1990 | 1999 | 2006 | 2019 |
| Einwohner                  | 1172 | 1057 | 1149 | 1242 | 1283 | 1275 | 1303 | 1309 |
| Quellen: Cassini und INSEE |      |      |      |      |      |      |      |      |

## Sehenswürdigkeiten
- Kirche Saint-Remy
- Waschhaus Vignot aus dem 19. Jahrhundert

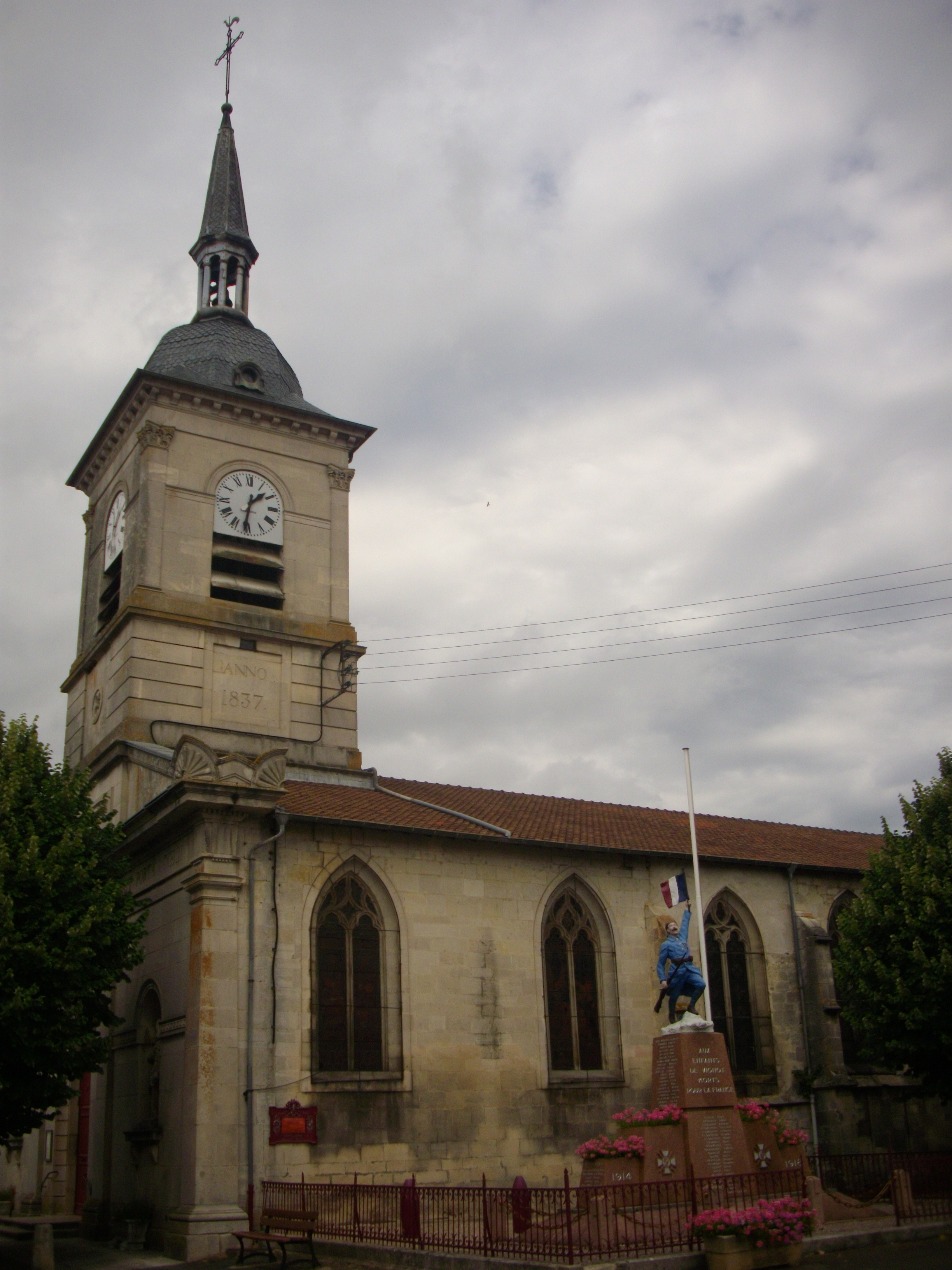
Kirche Saint-Remy
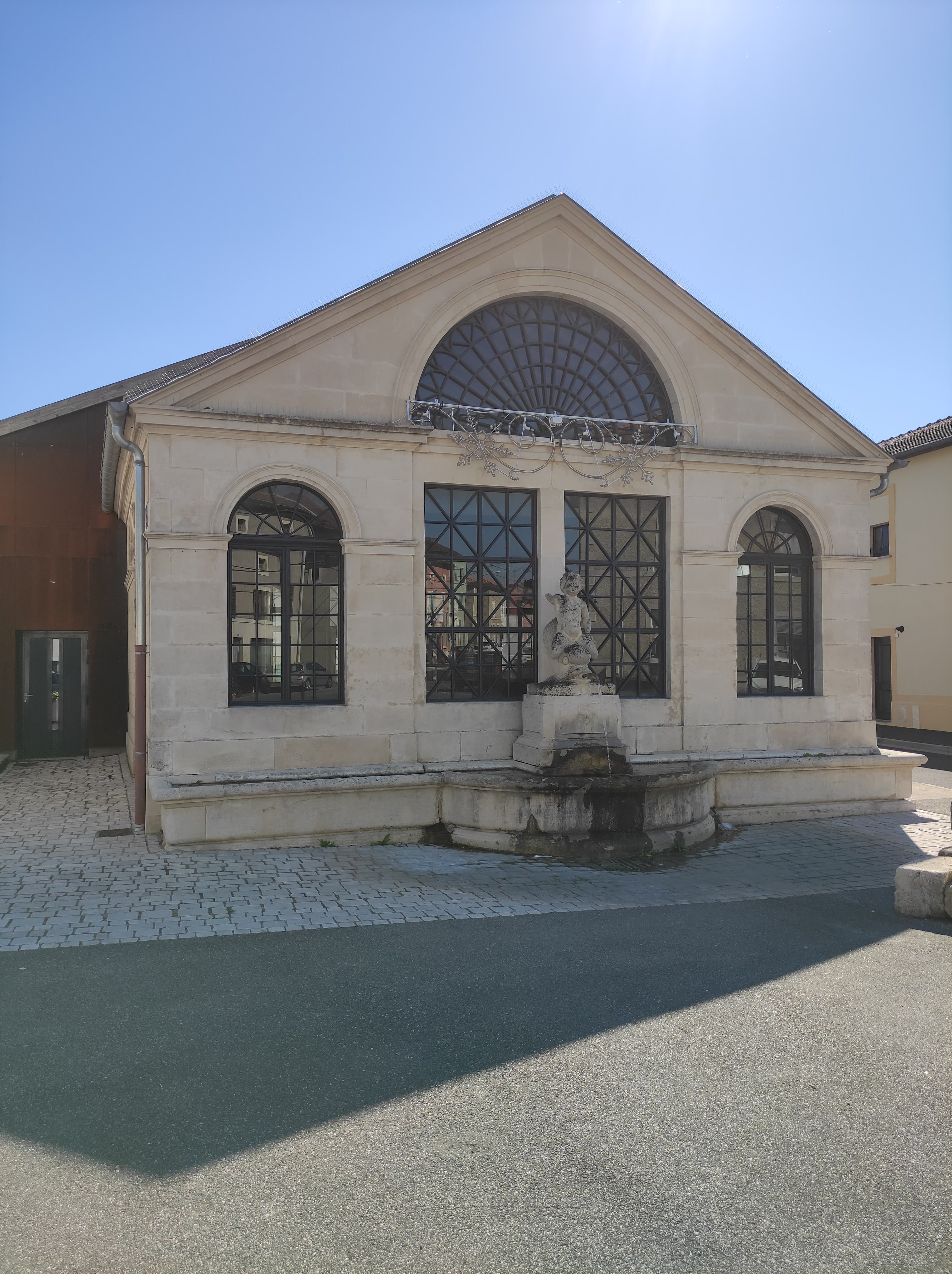
Waschhaus